# 피코빌리조류
피코빌리조류(Picobiliphyta)는 2007년에 처음 보고된 새로운 진핵생물 조류 분류군의 하나이다. 세포 지름이 0.5~3.0μm 정도의 초미세플랑크톤이며, 해양에서 생활한다. 일부는 피코빌리조류를 하크로비아로 분류하고 있다.

## 발견
1990년대부터 유럽을 중심으로 여러 지역에서 초미세플랑크톤(피코플랑크톤)에 관한 조사 활동을 하는 "피코디브(PICODIV)"라는 프로젝트를 수행했다. 이 프로젝트에서 대서양과 지중해, 알래스카 부근의 북극해 또는 노르웨이 연안의 북해 지역의 피코플랑크톤이 다수 확인되었다. 나중에 피코빌리조류라고 명명된 이 생물은 빈영양(貧營養) 환경의 한랭 해역에 널리 분포하고 있으며, 조사 대상 피코플랑크톤 전체 바이오매스의 50%까지 차지하기도 한다고 보고되었다.